# Rafał Zajączek
Rafał Zajączek, herbu Świnka (ur. 9 listopada 1769 w Bógwidzach, powiat pleszewski, zm. 8 czerwca 1846) – wyższy oficer armii Księstwa Warszawskiego i Królestwa Polskiego, odznaczony Krzyżem Kawalerskim orderu Virtuti Militari; krewny (bratanek stryjeczny) generała Józefa Zajączka.

## Pochodzenie i rodzina

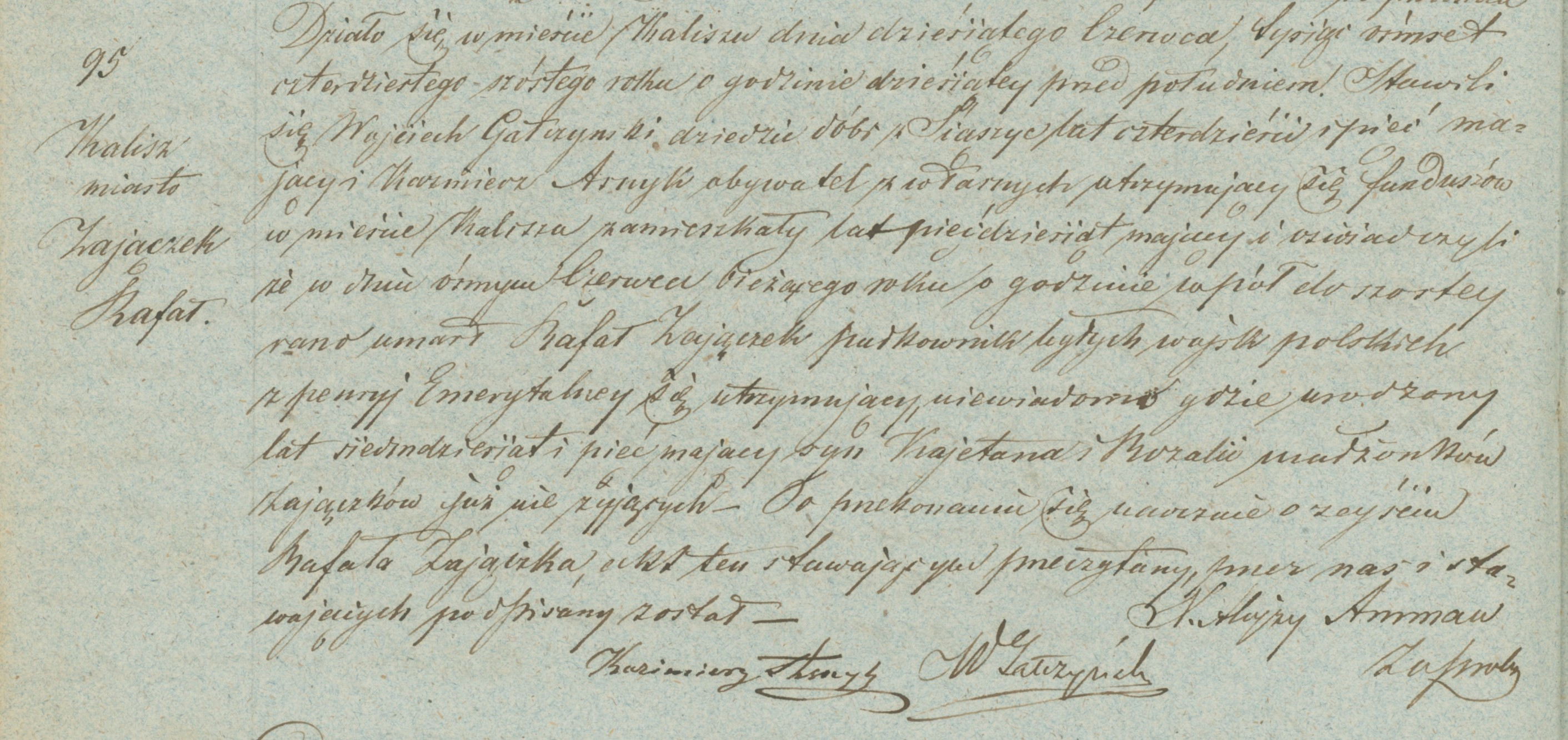
Akt zgonu Rafała Zajączka

Rafał Zajączek urodził się w średniozamożnej rodzinie szlacheckiej pieczętującej się herbem Świnka, wywodzącej się z Wielkopolski, z miejscowości Wrząca (obecnie w gminie Błaszki w powiecie sieradzkim).
Jego rodzicami byli Kajetan Zajączek i Rozalia, córka Rafała Objezierskiego.
Kajetan był bratem stryjecznym księcia generała Józefa Zajączka (1752–1826), uczestnika powstania kościuszkowskiego i wojen napoleońskich, w ostatnich latach swego życia namiestnika zależnego od Rosji Królestwa Polskiego.
Znane rodzeństwo Rafała to: bracia Franciszek Wojciech (ur. 1773, kapitan 4 pułku strzelców konnych) i Wincenty Ferreriusz (ur. 1782, podporucznik również 4 psk) oraz siostry Agnieszka, Salomea, Prakseda, Marianna i Rozalia Barbara, która wyszła za Piotra Gałczyńskiego (ich synem był Wojciech Gałczyński, teść malarza Juliusza Kossaka) .
Żoną Rafała była Pelagia, z którą rozwiódł się w 1820 roku.
Historyk Jadwiga Nadzieja w swojej biografii generała Józefa Zajączka, przytaczając opracowanie Józefa Raciborskiego z 1922 roku, nazywa Rafała i Wincentego Zajączków stryjecznymi bratankami generała, nie wymieniając jednak Rafała wśród potomków Kajetana lub jego braci (Józefa, który miał dwie córki i Jana, o którym brak jest jakichkolwiek danych) i nie uwzględniając Rafała w zamieszczonym drzewie genealogicznym rodu Zajączków.

## Służba wojskowa

### I Rzeczpospolita
Od 1785 roku Rafał Zajączek służył w 2 Pułku Przedniej Straży Buławy Wielkiej Koronnej (do lutego 1789 noszącym nazwę Regimentu Dragonii Buławy Wielkiej Koronnej), początkowo jako kadet, następnie awansował do stopnia chorążego (1787), porucznika (1789) i rotmistrza sztabowego (1792).
Nie jest znany przebieg służby wojskowej Rafała Zajączka podczas wojny polsko-rosyjskiej (1792), ani w czasie insurekcji kościuszkowskiej (1794), nie wiadomo też jakie były jego losy po upadku I Rzeczypospolitej (1795), aczkolwiek nie służył on w Legionach Polskich utworzonych w 1797 przez generała Jana Henryka Dąbrowskiego i walczących u boku wojsk rewolucyjnej Francji.

### Księstwo Warszawskie
Gdy w 1806 roku Królestwo Prus padało pod ciosami napoleońskiej Wielkiej Armii, na terenie Wielkopolski – zagarniętej przez Prusy w wyniku rozbiorów – wybuchło powstanie. Przybyły do Wielkopolski gen. J. H. Dąbrowski wspólnie z dawnym konfederatem barskim gen. Pawłem Skórzewskim poczęli organizować na terenie ówczesnego departamentu kaliskiego wojsko polskie. Rafał Zajączek w tym czasie otrzymał stanowisko rotmistrza kawalerii powstającej Legii Kaliskiej, a 21 listopada 1806 roku został szefem szwadronu 4 pułku strzelców konnych. Służąc na tym stanowisku, 9 października 1809 roku otrzymał stopień majora.
W 1809 roku 4 pułk strzelców konnych został odkomenderowany na Pomorze i do północnych Niemczech, gdzie zwalczał dywersję zbuntowanych pruskich oddziałów majora von Schillego, nie biorąc zarazem udziału w wojnie z Austrią, będącej częścią konfliktu francusko-austriackiego.
W 1812 Rafał Zajączek wziął udział w wyprawie na Rosję, podczas której dostał się do niewoli, choć nie wiadomo, w którym momencie kampanii to nastąpiło.

### Królestwo Polskie
Po ostatecznej klęsce Napoleona (1815) powrócił do kraju, do znajdującego się pod rosyjską kontrolą Królestwa Polskiego i 13 lutego 1815 roku w stopniu podpułkownika został zastępcą dowódcy 2 Pułku Strzelców Konnych. Otrzymał dymisję z wojska w stopniu pułkownika z pensją i mundurem w 1819 roku.
Po śmierci swego krewnego, generała Józefa Zajączka (1826), carskiego namiestnika w Królestwie Polskim, Rafał Zajączek na mocy testamentu zmarłego otrzymał 5 tysięcy ówczesnych złotych polskich. Wcześniej, tj. po 1812 Rafał Zajączek, wspólnie z Michałem Rachalskim zarządzał majątkiem Brzeziny, które wraz z okolicznymi dobrami opatówieckimi, na podstawie donacji cesarza Napoleona, były własnością Józefa Zajączka.

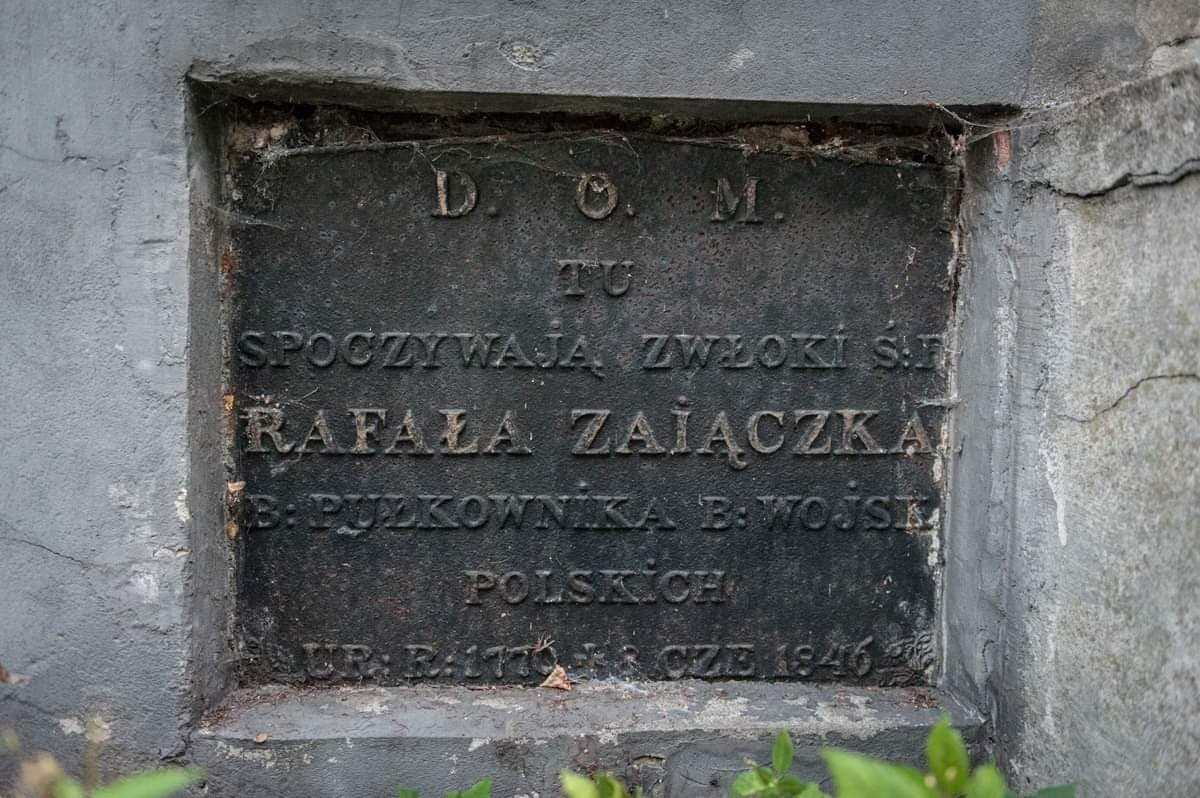
Płyta nagrobna Rafała Zajączka na Cmentarzu Miejskim w Kaliszu

Uzyskał legitymację szlachectwa w Królestwie Polskim w 1837 roku. Nie są znane dalsze losy Rafała Zajączka. Zmarł w 1846 roku i został pochowany na cmentarzu katolickim w Kaliszu. Zachowała się żeliwna tablica inskrypcyjna, jedna z najstarszych na tym cmentarzu.